# 普斯陶瓦姆
普斯陶瓦姆，是匈牙利费耶尔州所辖的一个村。总面积34.69平方公里，总人口2453，人口密度70.7人/平方公里（2011年1月1日）。